# Lesley Meguid
Lesley Meguid (* 1979 in New York) ist eine schweizerisch-amerikanische Singer-Songwriterin, die als Mitglied von Redwood bekannt geworden ist.

## Biografie
Geboren wurde Meguid in den USA als Tochter eines Ägypters und einer Schweizerin. Mit neun Jahren kam sie mit den Eltern zurück in die Heimat ihrer Mutter und wuchs in Zürich-Wollishofen auf.
Von 1998 bis 2008 war Lesley Meguid Sängerin der Rockband Redwood, die 2007 ihren Durchbruch mit dem Top-20-Album We’re All Gonna Die hatte. Im selben Jahr lernte sie auf einer gemeinsamen Tour den Bassisten Matt Thomas der Band The Feelers kennen. Die beiden heirateten und zogen in Thomas’ Heimat Neuseeland. Meguid startete eine Solokarriere und veröffentlichte 2010 ihr Debütalbum The Truth About Love Songs.

## Diskografie
Alben
- The Truth About Love Songs (2010)

Lieder
- Kanoodle (2010)
- Love (2010)